# Émilie Noulet
Émilie Elisa Régine Noulet  (* 2. Mai 1892 in Auderghem/Oudergem; † 7. August 1978 in Koksijde) war eine belgische Romanistin, Literaturwissenschaftlerin und Literaturkritikerin.

## Leben und Werk
Émilie Noulet war zuerst Volksschullehrerin. Ab 1918 studierte sie Romanische Philologie in Brüssel bei Gustave Charlier. Sie promovierte 1924 über Léon Dierx (Paris 1925) und wurde Gymnasiallehrerin. Von 1930 bis 1940 war sie Assistentin von Gustave Charlier, bei dem sie sich  1940 mit der Arbeit L'oeuvre poétique de Stéphane Mallarmé (Paris 1940) habilitierte. Als Ehefrau (seit 1937) des emigrierten katalanischen Dichters Josep Carner i Puig-Oriol (1884–1970) ging sie vor Kriegsausbruch 1940 zu ihrem Mann nach Mexiko, blieb während des Krieges dort, lehrte und gründete mit ihrem Mann die Zeitschrift Orbe. 1945 kehrte sie nach Brüssel auf ihre Assistentenstelle zurück, wurde 1948 Chargée de cours und 1950 außerordentliche Professorin. Von 1953 bis 1962 war sie ordentliche Professorin. 1953 nahm die Académie royale de langue et de littérature françaises de Belgique sie als Mitglied auf. 1963 wurde sie Ehrendoktor der Sorbonne. 1975 erhielt sie den Prix Albert Counson. Émilie Noulet war seit den späten zwanziger Jahren mit Paul Valéry befreundet.

## Weitere Werke